# Josef Jakubec (kněz)
Josef Jakubec (8. února 1899 Ústí nad Orlicí – 27. června 1955 Věznice Mírov) byl český římskokatolický kněz a politický vězeň komunistického režimu. Za velezradu a vyzvědačství byl odsouzen na 20 let. Po pěti letech ve vězení zemřel na rakovinu.

## Život
Josef Jakubec se narodil do rodiny továrního dělníka Františka Jakubce a jeho ženy Marie rodem Brožkové, dcery ústeckého soukeníka.. Rodina měla devět dětí, a žila proto velice skromně. Navštěvoval obecnou a poté měšťanskou školu v Ústí nad Orlicí. Jeho blízcí si byli vědomi jeho nadání, a tak se díky příspěvkům přátel nešel vyučit řemeslu, jak bylo plánováno, ale nastoupil na církevní gymnázium do Hradce Králové. Poté zde vstoupil do kněžského semináře; na kněze byl vysvěcen 29. června 1924.
Jeho prvním působištěm se stala farnosti Libštát. Následovaly mj. Třebechovice pod Orebem nebo Městec Králové, od roku 1937 sloužil v Žamberku. Stal se děkanem a biskupským notářem.
Za druhé světové války se účastnil protinacistického odboje. Po válce se stal na dva roky členem Obvodního národního výboru v Žamberku, poté politickou funkci opustil kvůli jmenování biskupským vikářem žamberského vikariátu. Sloužil také mše v žamberském Albertinu. Stal se prvním iniciátorem opravy barokního kostela Nanebevzetí Panny Marie v Neratově v Orlických horách, který byl na konci války závažně poničen protitankovou střelou.
Poprvé zatčen byl 1. února 1949. Dne 3. června téhož roku byl bez soudního rozhodnutí na dva roky zařazen do Tábora nucených prací v Pardubicích, s odkazem na jeho kontakty s vedoucím ilegální organizace. Obhajoval se tím, že žádnou protistátní činnost nepodnikal, tzv. nebezpečnou osobu – ing. Žemlu z Pardubic potkal jen několikrát na lidoveckých schůzích. Z tábora byl propuštěn 26. listopadu téhož roku, a vrátil se na děkanství do Žamberka.
Již za několik dní, 12. prosince 1949, byl zatčen podruhé. Byl obviněn z kontaktů s protistátní organizací, ze zcizování kostelních sbírek a šíření protistátních tiskovin (např. protestní dopis arcibiskupa Josefa Berana Dr. Alexeji Čepičkovi a Josefu Plojharovi proti církevní politice státu). V procesu konaném 24.–25. října 1950 byl děkan Jakubec odsouzen za velezradu a vyzvědačství na 20 let, dále k peněžitému trestu 20 tisíc Kčs, konfiskaci celého jmění a ztrátě občanských práv.
Byl vězněn v Plzni na Borech, poté na Mírově. Během roku 1954 onemocněl rakovinou plic, levá plíce mu byla odebrána. V květnu 1955 vězeňský lékař považoval jeho stav za beznadějný, neboť metastázy již zasáhly celé tělo. Navrhl proto jeho naléhavé propuštění. Krajský prokurátor jej však nepovolil.
Josef Jakubec tak zemřel na Mírově 27. června 1955. Ačkoli si přál být pohřben v Ústí nad Orlicí, jeho ostatky byly uloženy na mírovském vězeňském hřbitově. Úřady přitom o jeho smrti ani neinformovaly rodinu, která se o ní dozvěděla až s měsíčním zpožděním při urgenci žádosti o přerušení trestu.
V roce 1968 rodina usilovala o převoz ostatků do Ústí. Okresní organizace KSČ však nesouhlasila, a věznice žádost o exhumaci zamítla.
Dne 16. srpna 1990 byl Josef Jakubec Krajským soudem v Hradci Králové rehabilitován.